# Kuta Barat
Kuta Barat is een bestuurslaag in het regentschap Bireuen van de provincie Atjeh, Indonesië. Kuta Barat telt 586 inwoners (volkstelling 2010).